# Ivana Hreščak
Ivana Hreščak (* 31. Mai 2000 in Postojna) ist eine slowenische Schachspielerin.

## Leben
Sie studiert Grafik und interaktive Kommunikation an der Universität Ljubljana.

## Erfolge
Im Jahre 2014 gewann sie gemeinsam mit Laura Unuk die U18-Mannschaftseuropameisterschaft der weiblichen Jugend in Iași und erhielt dabei eine individuelle Goldmedaille für ihr Ergebnis von 5,5 Punkten aus 7 Partien am zweiten Brett. Für die slowenische Frauennationalmannschaft spielte sie beim Mitropapokal 2015 in Mayrhofen ebenfalls hinter Laura Unuk am zweiten Brett. Im Jahre 2017 gewann sie die europäische U18-Schnellschachmeisterschaft weiblich in Budva. Bei der Mannschaftseuropameisterschaft 2015 in Reykjavík spielte sie am Reservebrett, 2019 Batumi am dritten Brett.
Vereinsschach spielt sie in Slowenien für den ŠK Postojna. Seit der Saison 2017/18 spielt sie auch für den SK Baden in der österreichischen Schachbundesliga der Frauen und der 2. Liga Ost.
Seit Juni 2019 trägt sie den Titel Internationaler Meister der Frauen. Die Normen hierfür erzielte sie beim 5. internationalen Turnier in Grosseto-Prugna im Juli 2018, bei der U18-Europameisterschaft der weiblichen Jugend im August 2018 in Riga, bei der sie Fünfte wurde, sowie mit Übererfüllung (es fehlte nur ein halber Punkt für eine WGM-Norm) beim Mediterranean Flowers WGM-Turnier im März 2019 in Rijeka, das sie mit 6,5 Punkten aus 8 Partien ungeschlagen gewann.
Ihre Elo-Zahl beträgt 2117 (Stand: Mai 2023). Sie liegt damit auf dem siebten Platz der slowenischen Elo-Rangliste der Frauen. Ihre höchste Elo-Zahl war 2237 im Oktober 2020. Sie lag damals hinter Laura Unuk und Jana Krivec auf dem dritten Platz der slowenischen Elo-Rangliste der Frauen.